# Vasconcellea pubescens
Papayer de montagne
Espèce
Classification phylogénétique

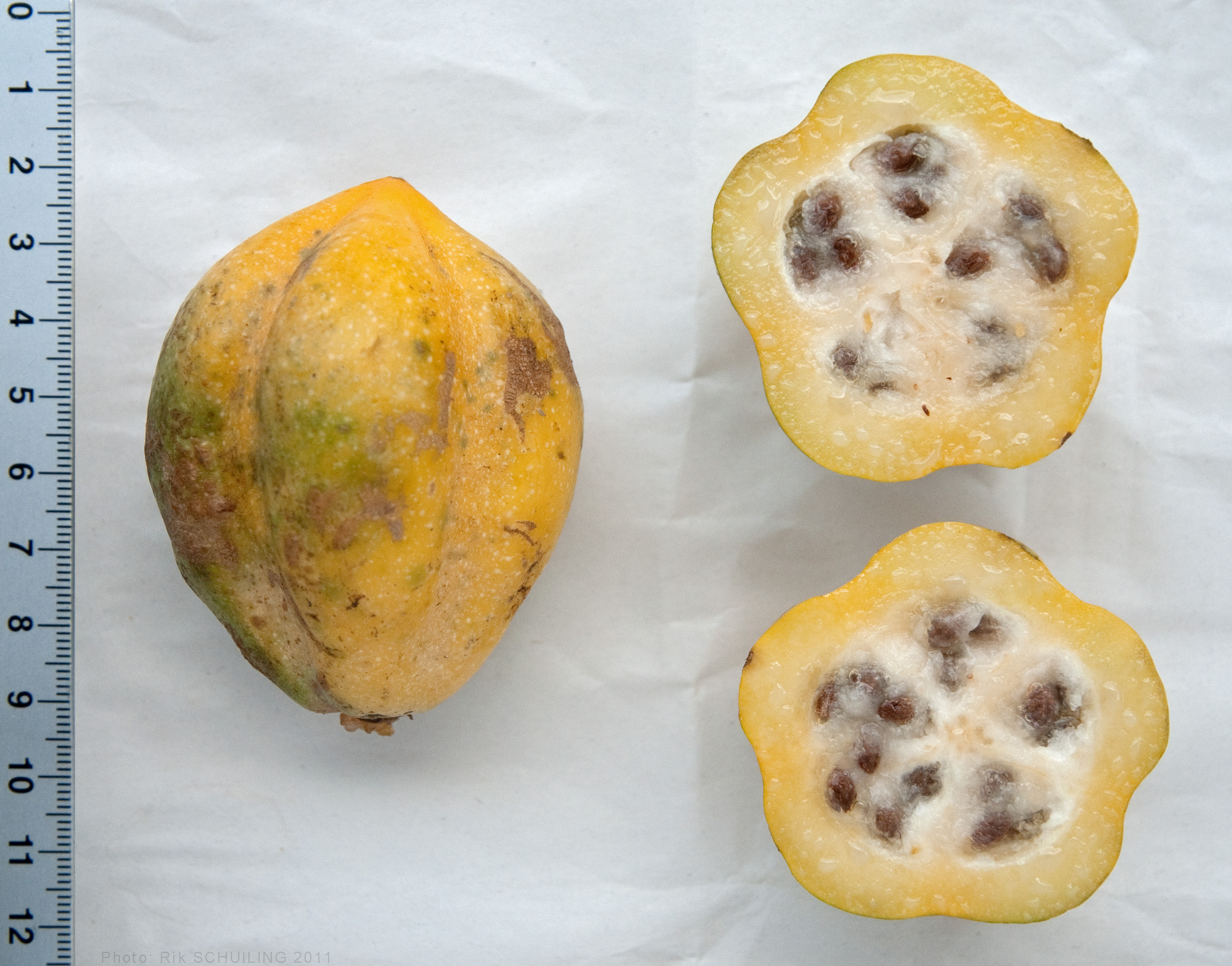
Fruit entier et tranché.

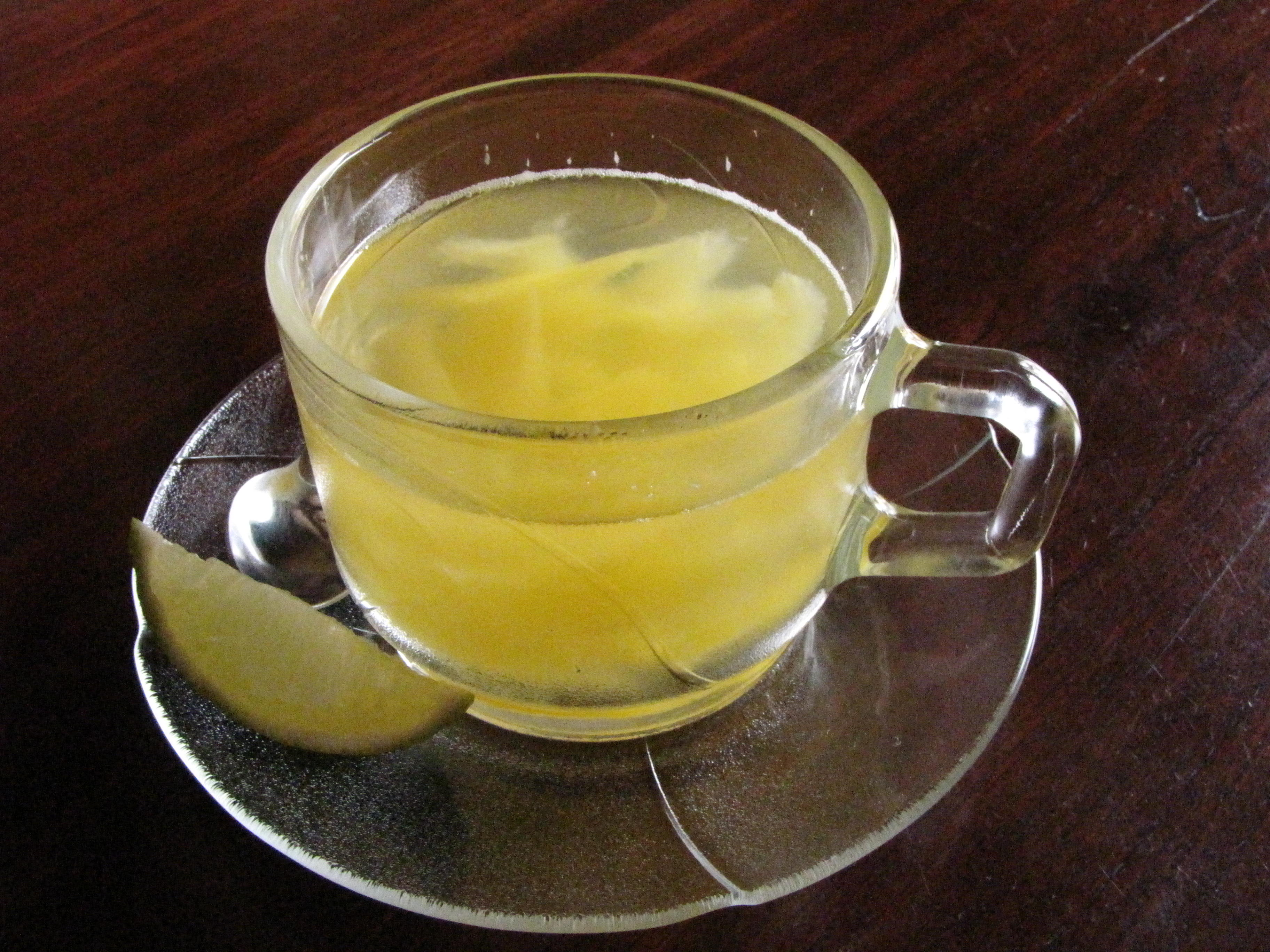
Infusion de papayuelo.

Le papayer de montagne (Vasconcellea pubescens) est une espèce de plantes à fleurs de la famille des Caricaceae. C'est un arbuste ou un patit arbre originaire du nord-est de l'Amérique du Sud. Son fruit est savoureux et est cultivé du Panamá jusqu'à l'Argentine et le Chili à des altitudes de 1 000 m jusqu'à 3 300 m.

## Description
C'est un arbuste ou un petit arbre vivace qui peut atteindre les 10 mètres de haut. Le fruit fait 6 à 15 cm de long pour 3 à 8 cm de large et comporte cinq segments longitudinaux partant de la pointe du fruit. Il est comestible et ressemble à la papaye. On peut le consommer frais ou préparé. Il est riche en enzymes digestives, notamment la papaïne.
La plante ressemble beaucoup au papayer ordinaire.

## Usage alimentaire
Le dulce de papayuela ou papaye de montagne confite est un dessert traditionnel de Colombie et plus particulièrement des régions du centre et du sud du pays, dans les départements de Cundinamarca, Boyacá, Santander et Narińo. La préparation est simple : il suffit de les faire cuire dans de l'eau pour les ramollir et les faire confire dans un sirop.

## Taxonomie
Vasconcellea pubescens a été décrite par Alphonse Pyrame de Candolle et a fait l'objet d'une publication dans Prodromus Systematis Naturalis Regni Vegetabilis 15(1): 419. 1864.

### Synonymes
- Carica candamarcensis Hook.f.
- Carica cestriflora Solms
- Carica chiriquensis Woodson
- Carica cundinamarcensis Linden
- Carica pubescens Lenné & K.Koch
- Carica pubescens Solms
- Papaya cundinamarcencis Kuntze
- Papaya pubescens (A. DC.) Kuntze
- Vasconcellea cestriflora A. DC.
- Vasconcellea cundinamarcensis V.M. Badillo[4]

## Noms vulgaires
- Papaye de montagne
- En espagnol : Papayuelo, chamburo, papayuela, chilacuán, chamburú, chiluacán, papaya de tierra fría, sapira, papaya arequipeña surtout au Chili, simplement papaya parfois, chigualcan ou siglalón en Équateur.